# Municipio de Prairie Grove
El municipio de Prairie Grove (en inglés: Prairie Grove Township) es un municipio ubicado en el condado de Washington en el estado estadounidense de Arkansas. En el año 2010 tenía una población de 5904 habitantes y una densidad poblacional de 66,15 personas por km².

## Geografía
El municipio de Prairie Grove se encuentra ubicado en las coordenadas 35°58′28″N 94°17′52″O / 35.97444, -94.29778. Según la Oficina del Censo de los Estados Unidos, el municipio tiene una superficie total de 89.25 km², de la cual 87.9 km² corresponden a tierra firme y (1.51%) 1.35 km² es agua.

## Demografía
Según el censo de 2010, había 5904 personas residiendo en el municipio de Prairie Grove. La densidad de población era de 66,15 hab./km². De los 5904 habitantes, el municipio de Prairie Grove estaba compuesto por el 91.77% blancos, el 0.83% eran afroamericanos, el 2.71% eran amerindios, el 0.69% eran asiáticos, el 0.15% eran isleños del Pacífico, el 1.64% eran de otras razas y el 2.2% pertenecían a dos o más razas. Del total de la población el 4.2% eran hispanos o latinos de cualquier raza.